# Turn it Up! Turn it Up!
Turn it Up! Turn it Up! es un EP de Sonic Youth lanzado en España en febrero de 1995 para ser incluido junto con el libro Sonic Youth: I dreamed of noise (ISBN 84-605-1861-2), escrito por Ignacio Juliá y Jaime Gonzalo y publicado por la revista especializada Ruta 66.

## Lista de canciones
| N.º | Título                   | Duración |  |
| 1.  | «Guitarphone Freakout»   |          |  |
| 2.  | «Candle»                 |          |  |
| 3.  | «Eliminator Jr.»         |          |  |
| 4.  | «Silver Rocket»          |          |  |
| 5.  | «Brother James»          |          |  |
| 6.  | «Burning Spear»          |          |  |
| 7.  | «Today's Music Tomorrow» |          |  |

«Guitarphone Freakout» es una grabación de guitarra tocando a través de una llamada telefónica en una radio española en 1994. Los temas 2 al 6 son todos grabaciones en vivo del concierto del 4 de octubre de 1988 en Barcelona. Finalmente, «Today's Music Tomorrow» es una entrevista relacionada con el libro, realizada el 19 de marzo de 1992 en Magic Shop Studios, Nueva York, durante la grabación del álbum Dirty.